# Klokkelyng
Klokkelyng (Erica tetralix), ofte skrevet klokke-lyng, er en 10-25 cm høj, stedsegrøn dværgbusk med en tuet og lidt ranglet vækstform. Den har forholdsvis store, klokkeformede blomster, og det sammen med dens hårdførhed har betydet, at planten bruges en del som bunddække i surbundsbede.

## Beskrivelse
Klokkelyng er en stedsegrøn dværgbusk med en tuet og lidt ranglet vækstform. Barken er først grågrøn og håret. Senere bliver den gråbrun og glat. Knopperne er kransstillede, ganske små og lysegrønne. Bladene er linjeformede med indrullede rande. Oversiden er grågrøn på grund af grålig hårklædning. Undersiden er hvid, men ses næsten ikke. Blomsterne sidder i endestillede skærme. De er krukkeformede, lyserøde og nikkende. Frugterne er tørre kapsler, der modner godt med mange, spiredygtige frø. Højde x bredde og årlig tilvækst:: 0,40 x 0,40 (4 x 4 cm/år).
Rodnettet er meget fint og filtagtigt. De tynde rødder tåler ikke kunstgødning. Svampemidler vil forhindre det samliv, mycorrhiza, som planten har med én eller flere svampearter.

## Hjemsted
Klokkelyng hører hjemme på de vådeste dele af hederne, og den vokser i fuld sol på mager, sur og fugtig bund overalt i Vesteuropa, inklusive Danmark, hvor den er almindelig i Vest- og Nordjylland, mens den er sjælden i det øvrige land. Klokkelyng konkurrerer med Revling, og den taber, hvis der ikke er forhold, der hæmmer revling (brand, slåning, græsning).
Raunsø Mose nord for Bramming er sur og næringsfattig. Her vokser arten sammen med bl.a. benbræk, bukkeblad, rosmarinlyng, bævreasp, dunbirk, rundbladet soldug, kragefod, mosepors og tuekogleaks

## Anvendelse
Honning fra klokkelyng er mørk og meget aromatisk.

## Sorter
- Erica tetralix 'Alba' har hvide blomster.
- Erica tetralix 'Con. Underwood' har mørkrosa blomster og sund, kraftig vækst.

| Portal | Portal:Botanik |